# Landwirtschaftsschule Warburg

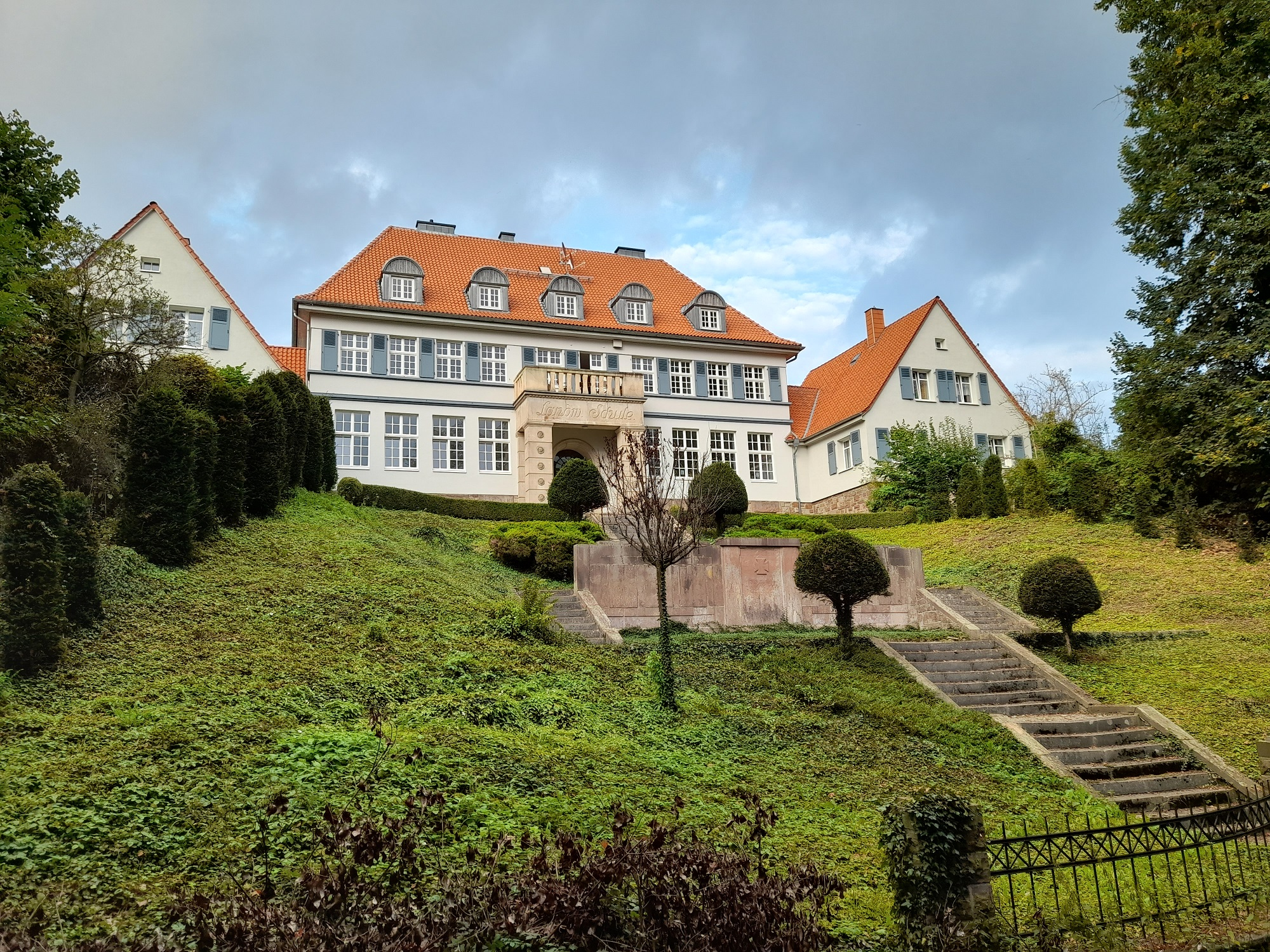
Die ehemalige Landwirtschaftsschule Warburg mit dem 1922 am Alten Bahnhofsweg entstandenen Gebäude (2021)

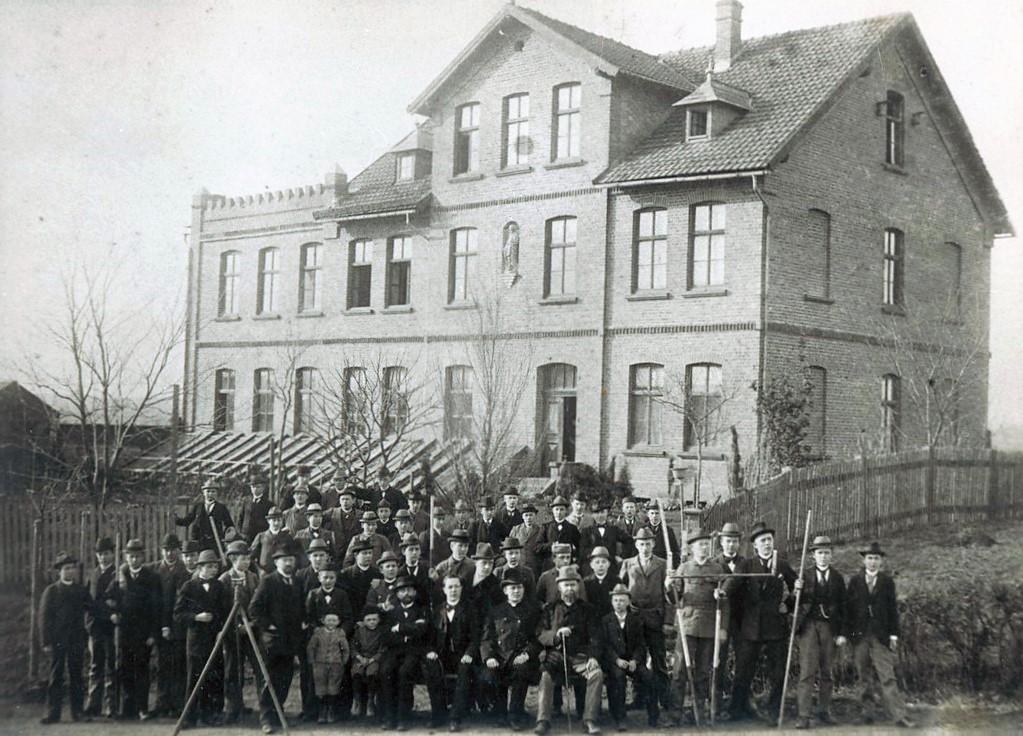
Der erste Schulbau von 1888 an der Landfurt

Die Landwirtschaftsschule Warburg war eine bedeutende landwirtschaftliche Fachschule, die von 1885 bis 1971 in der damaligen Kreisstadt Warburg bestand. Ihr noch bestehendes Gebäude wurde 2015 vom Landschaftsverband Westfalen-Lippe als denkmalwürdig eingestuft.

## Geschichte
1885 wurde die Schule durch den Altstädter Kaplan Anton Krekeler als Landwirtschaftliche Winterschule begründet und begann mit 22 Schülern zwischen 15 und 24 Jahren. Sie zählte zu den ältesten Landwirtschaftsschulen in Deutschland. Drei Jahre zuvor war die Zuckerfabrik Warburg gegründet worden, durch die sich der Zuckerrübenbau zu einer stabilen Einkommensquelle für viele Landwirte der Region entwickelte. Zum Kuratorium der Schule gehörten neben dem Direktor der Warburger Bürgermeister, der Landrat und drei Gutsbesitzer. Die Ausbildung dauerte zwei Jahre, so dass eine Unter- und eine Oberklasse bestand. Der Unterricht wurde anfangs in der Gastwirtschaft Zwischen den Städten und danach im Winter in verschiedenen Häusern in der Altstadt abgehalten. Einige Lehrer der höheren Schulen halfen beim Unterrichten aus.
1888 übernahm der damalige Kreis Warburg die Trägerschaft. Als Unterrichtsgebäude stand die Wanderarbeitsstätte an der Landfurt zur Verfügung. 1899 gab es bereits 62 Schüler, die aus dem gesamten Paderborner Land kamen. Unter dem engagierten Direktor Heinrich Fuest wurde der Bereich Erwachsenenbildung eingeführt und 1903 ein Verein ehemaliger Schüler gegründet.
1922 ging die Schule in Trägerschaft der Landwirtschaftskammer Westfalen-Lippe über. Sie hatte nun über 145 Schüler. Es wurde ein repräsentativer Neubau am Alten Bahnhofsweg 40, in der Nähe des Bahnhofs und der Zuckerfabrik, errichtet, der später durch zwei symmetrisch angeordnete Seitenflügel erweitert wurde. Zur Erinnerung an die 188 im Ersten Weltkrieg gefallenen Lehrer und ehemaligen Schüler entstand im Garten ein monumentales Kriegerdenkmal mit seitlichen Inschriftfeldern. 1927 richtete man eine Gärtnerklasse und 1928 eine Mädchenabteilung mit dem Fach Hauswirtschaftskunde ein. Die Schule veranstaltete auch Seminare für ältere Landwirte.
1933 wurde im Rahmen der Gleichschaltung die Schule als „Bäuerliche Werkschule“ dem Reichsnährstand zugeordnet und nach der NS-Ideologie ausgerichtet.
Bei Kriegsende in Warburg am Karsamstag 1945 bezogen amerikanische Truppen Quartier in der Schule, wobei das Inventar stark beschädigt wurde. Mit Gründung der Bundesrepublik wurde der Schulbetrieb wieder aufgenommen. 1955 wurde ein Neubau für die Hauswirtschaft mit 30 Plätzen und Internat für 10 Personen bezogen. Bei einer Jubiläumsfeier 1960 in der Warburger Stadthalle verwies der Landwirtschaftsminister von NRW Gustav Niermann auf die nötigen strukturellen Veränderungen in der Landwirtschaft.
Nachdem die Schule bisher vor allem als Winterschule betrieben wurde, konnte 1969/70 die Ganzjahresschule für den Unterricht eingeführt werden. 1971 wurde die Schule mit der Landwirtschaftsschule Brakel zusammengelegt und der Warburger Standort geschlossen. Mit nach Brakel kam eine Reihe von Fachberatern und Mitarbeitern, die auch in Brakel ihren Beitrag zur Entwicklung Landwirtschaft im Kreis Höxter leisteten.
Das repräsentative Gebäude am Alten Bahnhofsweg stand danach lange Zeit leer. 2011 wurde es saniert. Im Erdgeschoss entstanden Schulungsräume und Büros, Ober- und Dachgeschoss sowie die Seitenflügel wurden zu Wohnungen umgenutzt.

## Direktoren
- 1885 Anton Krekler
- 1888 Karl Hartmann
- 1900 Heinrich Fuest
- 1927 Fritz Hammann
- 1946 Paul Lohmann
- 1966 Ewald Waltermann